# Élections législatives de 1981 à Paris
Les élections législatives françaises de 1981 à Paris se déroulent les 14 et 21 juin 1981.
Dans la capitale, ce scrutin est marqué par une bipolarisation de la vie politique entre Rassemblement pour la République et Parti socialiste, ces derniers remportant 28 sièges de députés sur les 31 en jeu (15 pour le RPR, 12 pour le PS et 1 pour le FRP, dont le candidat était soutenu par les socialistes).
Le Parti socialiste améliore nettement son score de 1978 et gagne des sièges tant sur le PCF (qui perd ses derniers 3 sièges) que sur les partis de droite (3 sièges conquis sur le RPR, 4 sur l'UDF et 1 au CNIP). Le PS balaie les circonscriptions de l'Est et du Nord-Est parisien (sauf les deux circonscriptions du XIIe) et gagne trois circonscriptions sur la Rive-Gauche. Tous les candidats du PCF sont nettement distancés au premier tour et les trois seuls candidats qualifiés au second tour (Gisèle Moreau, Lucien Villa et Paul Laurent, tous députés sortants) se retirent au profit du candidat socialiste.
À droite le rapport de force évolue en faveur du RPR qui augmente nettement son score de 1978 mais perd 3 sièges.

## Élus
| Circonscription                                 | Député sortant                             | Parti | Parti     | Député élu ou réélu       | Parti | Parti     |
| ----------------------------------------------- | ------------------------------------------ | ----- | --------- | ------------------------- | ----- | --------- |
| 1re                                             | Pierre-Charles Krieg                       |       | RPR       | Pierre-Charles Krieg      |       | RPR       |
| 2e                                              | Abel Thomas* suppléant de Jacques Dominati |       | UDF (Rad) | Pierre Dabezies           |       | FRP       |
| 3e                                              | Jean Tiberi                                |       | RPR       | Jean Tiberi               |       | RPR       |
| 4e                                              | Pierre Bas                                 |       | RPR       | Pierre Bas                |       | RPR       |
| 5e                                              | Édouard Frédéric-Dupont                    |       | RPR       | Édouard Frédéric-Dupont   |       | RPR       |
| 6e                                              | Maurice Couve de Murville                  |       | RPR       | Maurice Couve de Murville |       | RPR       |
| 7e                                              | Gabriel Kaspereit                          |       | RPR       | Gabriel Kaspereit         |       | RPR       |
| 8e                                              | Claude-Gérard Marcus                       |       | RPR       | Claude-Gérard Marcus      |       | RPR       |
| 9e                                              | Alain Devaquet                             |       | RPR       | Georges Sarre             |       | PS        |
| 10e                                             | Claude Martin                              |       | RPR       | Ghislaine Toutain         |       | PS        |
| 11e                                             | Paul Pernin                                |       | app. UDF  | Paul Pernin               |       | UDF (CDS) |
| 12e                                             | Pierre de Bénouville                       |       | app. RPR  | Pierre de Bénouville      |       | RPR       |
| 13e                                             | Gisèle Moreau                              |       | PCF       | Nicole Questiaux          |       | PS        |
| 14e                                             | Paul Quilès                                |       | PS        | Paul Quilès               |       | PS        |
| 15e                                             | Yves Lancien                               |       | RPR       | Yves Lancien              |       | RPR       |
| 16e                                             | Edwige Avice                               |       | PS        | Edwige Avice              |       | PS        |
| 17e                                             | Jacques Marette                            |       | RPR       | Jacques Marette           |       | RPR       |
| 18e                                             | Nicole de Hauteclocque                     |       | RPR       | Nicole de Hauteclocque    |       | RPR       |
| 19e                                             | Claude Roux                                |       | RPR       | Jacques Toubon            |       | RPR       |
| 20e                                             | Georges Mesmin                             |       | UDF (CDS) | Georges Mesmin            |       | UDF (CDS) |
| 21e                                             | Gilbert Gantier                            |       | UDF (PR)  | Gilbert Gantier           |       | UDF (PR)  |
| 22e                                             | Maurice Druon*                             |       | RPR       | Bernard Pons              |       | RPR       |
| 23e                                             | Jean de Préaumont                          |       | RPR       | Jean de Préaumont         |       | RPR       |
| 24e                                             | Hélène Missoffe                            |       | RPR       | Hélène Missoffe           |       | RPR       |
| 25e                                             | Roger Chinaud                              |       | UDF (PR)  | Claude Estier             |       | PS        |
| 26e                                             | Joël Le Tac                                |       | RPR       | Bertrand Delanoë          |       | PS        |
| 27e                                             | Jean-Pierre Pierre-Bloch                   |       | UDF (Rad) | Lionel Jospin             |       | PS        |
| 28e                                             | Jacques Féron                              |       | CNIP      | Manuel Escutia            |       | PS        |
| 29e                                             | Paul Laurent                               |       | PCF       | Alain Billon              |       | PS        |
| 30e                                             | Didier Bariani                             |       | UDF (Rad) | Michel Charzat            |       | PS        |
| 31e                                             | Lucien Villa                               |       | PCF       | Jean-Paul Planchou        |       | PS        |
| * député sortant ne se représentant pas en 1981 |                                            |       |           |                           |       |           |

## Positionnement des partis
La majorité sortante UDF-RPR-CNIP se présente sous le sigle « Union pour la nouvelle majorité », le Parti socialiste unifié sous l'étiquette « Alternative 81 ». Quant aux écologistes proches de Brice Lalonde, ex-candidat à la présidentielle, ils se réunissent sous la bannière « Aujourd'hui l'écologie ».

## Résultats

### Analyse
Le Parti socialiste est le grand gagnant des élections législatives à Paris avec 10 sièges gagnés (plus 1 député apparenté PS affilié au FRP). Le PS conserve ses deux sièges remportés sur la Rive-Gauche en 1978 (Paul Quilès et Edwige Avice, cette dernière nommée ministre déléguée au Temps libre dans le gouvernement Mauroy 1) et conquiert 7 sièges à la droite et 3 au PCF.
La droite parlementaire perd 8 sièges par rapport aux élections précédentes (7 vont au PS, 1 au FRP) même si l'élection du député FRP Pierre Dabezies est invalidée par le Conseil constitutionnel et l'UDF (PR) Jacques Dominati remporte la circonscription lors d'une élection partielle en 1982. Le RPR reste le parti le plus fort de la droite parisienne avec 14 sièges.
Les autres formations politiques enregistrent de faibles scores.

### Résultats à l'échelle du département
| Parti          | Parti                                       | Premier tour | Premier tour | Second tour | Second tour | Sièges |
| Parti          | Parti                                       | Voix         | %            | Voix        | %           | Sièges |
| -------------- | ------------------------------------------- | ------------ | ------------ | ----------- | ----------- | ------ |
|                | Rassemblement pour la République            | 284 118      | 33,45        | 144 389     | 30,26       | 14     |
|                | Union pour la démocratie française          | 131 613      | 15,50        | 67 900      | 14,23       | 3      |
|                | Divers droite                               | 18 531       | 2,18         |             |             | 0      |
|                | Centre national des indépendants et paysans | 9 897        | 1,17         | 11 635      | 2,44        | 1      |
|                | Mouvement des démocrates                    | 1 232        | 0,15         |             |             | 0      |
|                | Union pour la nouvelle majorité             | 445 391      | 52,44        | 223 924     | 46,93       | 18     |
|                |                                             |              |              |             |             |        |
|                | Parti socialiste                            | 253 305      | 29,83        | 241 976     | 50,71       | 12     |
|                | Parti communiste français                   | 79 563       | 9,37         | Retrait     | Retrait     | 0      |
|                | Fédération des républicains de progrès      | 17 393       | 2,05         | 11 246      | 2,36        | 1      |
|                | Mouvement des radicaux de gauche            | 2 264        | 0,27         |             |             | 0      |
|                | Majorité présidentielle                     | 352 525      | 41,51        | 253 222     | 53,07       | 13     |
|                |                                             |              |              |             |             |        |
|                | Divers écologiste                           | 19 705       | 2,32         |             |             | 0      |
|                | Parti socialiste unifié                     | 13 347       | 1,57         | 0           |             |        |
|                | Extrême droite (dont PFN et FN)             | 11 185       | 1,32         | 0           |             |        |
|                | Extrême gauche (dont LO et LCR)             | 4 074        | 0,48         | 0           |             |        |
|                | Divers gauche                               | 1 709        | 0,20         | 0           |             |        |
|                | Divers                                      | 1 345        | 0,16         | 0           |             |        |
|                |                                             |              |              |             |             |        |
| Inscrits       | Inscrits                                    | 1 282 335    | 100,00       | 694 241     | 100,00      | 31     |
| Abstentions    | Abstentions                                 | 425 938      | 33,22        | 208 857     | 30,08       |        |
| Votants        | Votants                                     | 856 397      | 66,78        | 485 384     | 69,92       |        |
| Blancs et nuls | Blancs et nuls                              | 7 116        | 0,83         | 8 238       | 1,7         |        |
| Exprimés       | Exprimés                                    | 849 281      | 99,17        | 477 146     | 98,3        |        |

### Résultats par circonscription
| Aller aux résultats d'une circonscription |
| --- |
| 1re • 2e • 3e • 4e • 5e • 6e • 7e • 8e • 9e • 10e • 11e • 12e • 13e • 14e • 15e 16e • 17e • 18e • 19e • 20e • 21e • 22e • 23e • 24e • 25e • 26e • 27e • 28e • 29e • 30e • 31e |

#### Première circonscription
|                       | Pierre-Charles Krieg sortant réélu | RPR (UNM)               | 11 541 | 50,61  |  |  |  |
|                       | Maurice Benassayag                 | PS                      | 7 812  | 34,26  |  |  |  |
|                       | Marie-Thérèse Bidjeck              | PCF                     | 1 629  | 7,14   |  |  |  |
|                       | Dominique Bidou                    | Divers écologiste (MÉP) | 1 025  | 4,49   |  |  |  |
|                       | Yves Buannic                       | PSU                     | 796    | 3,49   |  |  |  |
|                       |                                    |                         |        |        |  |  |  |
| Inscrits              | Inscrits                           | Inscrits                | 34 118 | 100,00 |  |  |  |
| Abstentions           | Abstentions                        | Abstentions             | 11 062 | 32,42  |  |  |  |
| Votants               | Votants                            | Votants                 | 23 056 | 67,58  |  |  |  |
| Blancs et nuls        | Blancs et nuls                     | Blancs et nuls          | 253    | 1,1    |  |  |  |
| Exprimés              | Exprimés                           | Exprimés                | 22 803 | 98,9   |  |  |  |
| Source : Data.gouv.fr |                                    |                         |        |        |  |  |  |

#### Deuxième circonscription
| Candidat                                                             | Candidat            | Parti                | Premier tour | Premier tour | Second tour | Second tour |  |
| Candidat                                                             | Candidat            | Parti                | Voix         | %            | Voix        | %           |  |
| -------------------------------------------------------------------- | ------------------- | -------------------- | ------------ | ------------ | ----------- | ----------- |  |
|                                                                      | Jacques Dominati    | UDF (PR)             | 9 809        | 44,86        | 11 189      | 49,87       |  |
|                                                                      | Pierre Dabezies élu | FRP (PS)             | 6 907        | 31,59        | 11 246      | 50,13       |  |
|                                                                      | Claude Quin         | PCF                  | 3 050        | 13,95        |             |             |  |
|                                                                      | Sigrine Genest      | PSU                  | 782          | 3,58         |             |             |  |
|                                                                      | Loïc Le Guénédal    | Divers écologiste    | 777          | 3,55         |             |             |  |
|                                                                      | Philippe Guilbert   | Divers droite (MDD)  | 309          | 1,41         |             |             |  |
|                                                                      | Jean-Hugues Delay   | Extrême gauche (LCR) | 229          | 1,05         |             |             |  |
|                                                                      | Frédéric Bruggeman  | Extrême gauche (CCA) | 2            | 0,01         |             |             |  |
|                                                                      | Michel Chouasne     | Sans étiquette       | 0            | 0,00         |             |             |  |
|                                                                      |                     |                      |              |              |             |             |  |
| Inscrits                                                             | Inscrits            | Inscrits             | 35 631       | 100,00       | 35 631      | 100,00      |  |
| Abstentions                                                          | Abstentions         | Abstentions          | 13 491       | 37,86        | 12 594      | 35,35       |  |
| Votants                                                              | Votants             | Votants              | 22 140       | 62,14        | 23 037      | 64,65       |  |
| Blancs et nuls                                                       | Blancs et nuls      | Blancs et nuls       | 275          | 1,24         | 602         | 2,61        |  |
| Exprimés                                                             | Exprimés            | Exprimés             | 21 865       | 98,76        | 22 435      | 97,39       |  |
| Source : Data.gouv.fr, CEVIPOF et Sud-Ouest du 17 juin 1981, page 3. |                     |                      |              |              |             |             |  |

#### Troisième circonscription
|                | Jean Tiberi sortant réélu       | RPR (UNM)            | 17 580 | 56,09  |  |  |  |
|                | Élisabeth Gateau                | PS                   | 8 451  | 26,96  |  |  |  |
|                | Brice Lalonde                   | MÉP                  | 2 587  | 8,25   |  |  |  |
|                | Anne Fontes                     | PCF                  | 1 773  | 5,66   |  |  |  |
|                | Nicole Bontemps                 | PSU                  | 646    | 2,06   |  |  |  |
|                | André Dupont, dit Aguigui Mouna | Divers écologiste    | 297    | 0,95   |  |  |  |
|                | Brigitte Gordon                 | Extrême gauche (CCA) | 8      | 0,02   |  |  |  |
|                | Alain Rondanina                 | PFN                  | 0      | 0,00   |  |  |  |
|                | Godefroy Pietreschi             | Divers               | 0      | 0,00   |  |  |  |
|                |                                 |                      |        |        |  |  |  |
| Inscrits       | Inscrits                        | Inscrits             | 45 006 | 100,00 |  |  |  |
| Abstentions    | Abstentions                     | Abstentions          | 13 471 | 29,93  |  |  |  |
| Votants        | Votants                         | Votants              | 31 535 | 70,07  |  |  |  |
| Blancs et nuls | Blancs et nuls                  | Blancs et nuls       | 193    | 0,61   |  |  |  |
| Exprimés       | Exprimés                        | Exprimés             | 31 342 | 99,39  |  |  |  |

#### Quatrième circonscription
|                  | Pierre Bas sortant réélu | RPR (UDF, CNIP) | 13 485 | 58,79  |  |  |  |
|                  | Monique Vignal           | PS              | 6 298  | 27,46  |  |  |  |
|                  | Alain Hervé              | MÉP             | 1 069  | 4,66   |  |  |  |
|                  | André Guillou            | PCF             | 915    | 3,99   |  |  |  |
|                  | Christian Baeckeroot     | FN              | 436    | 1,90   |  |  |  |
|                  | Marie-Françoise Pirot    | PSU             | 428    | 1,87   |  |  |  |
|                  | Marc Glomot              | MDD             | 305    | 1,33   |  |  |  |
|                  |                          |                 |        |        |  |  |  |
| Inscrits         | Inscrits                 | Inscrits        | 35 169 | 100,00 |  |  |  |
| Abstentions      | Abstentions              | Abstentions     | 12 079 | 34,35  |  |  |  |
| Votants          | Votants                  | Votants         | 23 090 | 65,65  |  |  |  |
| Blancs et nuls   | Blancs et nuls           | Blancs et nuls  | 154    | 0,67   |  |  |  |
| Exprimés         | Exprimés                 | Exprimés        | 22 936 | 99,33  |  |  |  |
| Source : CEVIPOF |                          |                 |        |        |  |  |  |

#### Cinquième circonscription
|                                  | Édouard Frédéric-Dupont sortant réélu | RPR (UDF, CNIP) | 19 502 | 69,45  |  |  |  |
|                                  | Gérard Corblet                        | PS              | 5 646  | 20,11  |  |  |  |
|                                  | Pascal Gauchon                        | PFN             | 917    | 3,26   |  |  |  |
|                                  | Corinne Lepage                        | MÉP             | 906    | 3,23   |  |  |  |
|                                  | Monique Brun                          | PCF             | 760    | 2,71   |  |  |  |
|                                  | Louis Jouve                           | PSU             | 348    | 1,24   |  |  |  |
|                                  |                                       |                 |        |        |  |  |  |
| Inscrits                         | Inscrits                              | Inscrits        | 42 911 | 100,00 |  |  |  |
| Abstentions                      | Abstentions                           | Abstentions     | 14 686 | 34,22  |  |  |  |
| Votants                          | Votants                               | Votants         | 28 225 | 65,78  |  |  |  |
| Blancs et nuls                   | Blancs et nuls                        | Blancs et nuls  | 146    | 0,52   |  |  |  |
| Exprimés                         | Exprimés                              | Exprimés        | 28 079 | 99,48  |  |  |  |
| Source : Data.gouv.fr et CEVIPOF |                                       |                 |        |        |  |  |  |

#### Sixième circonscription
|                                                          | Maurice Couve de Murville sortant réélu | RPR (UNM)             | 11 951 | 66,37  |  |  |  |
|                                                          | Ève Baume                               | PS                    | 3 558  | 19,76  |  |  |  |
|                                                          | Lorrain de Saint Affrique               | Divers droite         | 714    | 3,96   |  |  |  |
|                                                          | Dominique Erulin                        | FN                    | 462    | 2,56   |  |  |  |
|                                                          | Christian Huglo                         | MÉP                   | 444    | 2,46   |  |  |  |
|                                                          | Yvette Saintier                         | PCF                   | 425    | 2,36   |  |  |  |
|                                                          | Marc Henri Cassagne                     | Divers droite (Cent.) | 244    | 1,35   |  |  |  |
|                                                          | Albert Ifrah                            | Divers droite         | 208    | 1,15   |  |  |  |
|                                                          |                                         |                       |        |        |  |  |  |
| Inscrits                                                 | Inscrits                                | Inscrits              | 27 388 | 100,00 |  |  |  |
| Abstentions                                              | Abstentions                             | Abstentions           | 9 242  | 33,74  |  |  |  |
| Votants                                                  | Votants                                 | Votants               | 18 146 | 66,26  |  |  |  |
| Blancs et nuls                                           | Blancs et nuls                          | Blancs et nuls        | 140    | 0,77   |  |  |  |
| Exprimés                                                 | Exprimés                                | Exprimés              | 18 006 | 99,23  |  |  |  |
| Source : Data.gouv.fr et Sud-Ouest du 17 juin 1981, p. 3 |                                         |                       |        |        |  |  |  |

#### Septième circonscription
|                       | Gabriel Kaspereit sortant réélu | RPR (UNM)      | 13 695 | 56,96  |  |  |  |
|                       | Jacques Bravo                   | PS             | 7 721  | 32,11  |  |  |  |
|                       | Jean Vuillermoz                 | PCF            | 1 195  | 4,97   |  |  |  |
|                       | Yves Pesseau                    | Sans étiquette | 617    | 2,57   |  |  |  |
|                       | Jean-Pierre Michaud-Léris       | Divers gauche  | 465    | 1,93   |  |  |  |
|                       | Dominique Godineau              | PSU            | 341    | 1,42   |  |  |  |
|                       | Rémy Cuisigniez                 | Extrême gauche | 9      | 0,04   |  |  |  |
|                       |                                 |                |        |        |  |  |  |
| Inscrits              | Inscrits                        | Inscrits       | 37 176 | 100,00 |  |  |  |
| Abstentions           | Abstentions                     | Abstentions    | 12 933 | 34,79  |  |  |  |
| Votants               | Votants                         | Votants        | 24 243 | 65,21  |  |  |  |
| Blancs et nuls        | Blancs et nuls                  | Blancs et nuls | 200    | 0,82   |  |  |  |
| Exprimés              | Exprimés                        | Exprimés       | 24 043 | 99,18  |  |  |  |
| Source : Data.gouv.fr |                                 |                |        |        |  |  |  |

#### Huitième circonscription
|                       | Claude-Gérard Marcus sortant réélu | RPR (UNM)            | 15 835 | 50,13  |  |  |  |
|                       | André Mandel                       | PS                   | 10 656 | 33,73  |  |  |  |
|                       | Alain Lhostis                      | PCF                  | 3 292  | 10,42  |  |  |  |
|                       | Chantal Labat-Gest                 | PSU                  | 648    | 2,05   |  |  |  |
|                       | Henri Leveau                       | MRG                  | 596    | 1,89   |  |  |  |
|                       | Catherine Darney                   | PFN                  | 375    | 1,19   |  |  |  |
|                       | François Morvan                    | Extrême gauche (CCA) | 184    | 0,58   |  |  |  |
|                       |                                    |                      |        |        |  |  |  |
| Inscrits              | Inscrits                           | Inscrits             | 50 065 | 100,00 |  |  |  |
| Abstentions           | Abstentions                        | Abstentions          | 18 183 | 36,32  |  |  |  |
| Votants               | Votants                            | Votants              | 31 882 | 63,68  |  |  |  |
| Blancs et nuls        | Blancs et nuls                     | Blancs et nuls       | 296    | 0,93   |  |  |  |
| Exprimés              | Exprimés                           | Exprimés             | 31 586 | 99,07  |  |  |  |
| Source : Data.gouv.fr |                                    |                      |        |        |  |  |  |

#### Neuvième circonscription
| Candidat                                                 | Candidat               | Parti               | Premier tour | Premier tour | Second tour | Second tour |  |
| Candidat                                                 | Candidat               | Parti               | Voix         | %            | Voix        | %           |  |
| -------------------------------------------------------- | ---------------------- | ------------------- | ------------ | ------------ | ----------- | ----------- |  |
|                                                          | Alain Devaquet sortant | RPR (UNM)           | 9 501        | 42,71        | 11 614      | 48,67       |  |
|                                                          | Georges Sarre élu      | PS (CERES)          | 9 068        | 40,76        | 12 249      | 51,33       |  |
|                                                          | Douceline Bonvalet     | PCF                 | 2 128        | 9,57         |             |             |  |
|                                                          | Henri Cuchet           | UDF (Rad)           | 470          | 2,11         |             |             |  |
|                                                          | Pierre Minnaert        | MÉP                 | 409          | 1,84         |             |             |  |
|                                                          | Jean-Paul Crouchez     | LO                  | 211          | 0,95         |             |             |  |
|                                                          | Pierre Aknine          | Divers écologiste   | 170          | 0,76         |             |             |  |
|                                                          | Francine Commenge      | FN                  | 169          | 0,76         |             |             |  |
|                                                          | Geneviève Thibault     | Divers gauche (UGP) | 110          | 0,49         |             |             |  |
|                                                          | Catherine Suignard     | CCA                 | 9            | 0,04         |             |             |  |
|                                                          |                        |                     |              |              |             |             |  |
| Inscrits                                                 | Inscrits               | Inscrits            | 32 875       | 100,00       | 32 875      | 100,00      |  |
| Abstentions                                              | Abstentions            | Abstentions         | 10 444       | 31,77        | 8 707       | 26,49       |  |
| Votants                                                  | Votants                | Votants             | 22 431       | 68,23        | 24 168      | 73,51       |  |
| Blancs et nuls                                           | Blancs et nuls         | Blancs et nuls      | 186          | 0,83         | 305         | 1,26        |  |
| Exprimés                                                 | Exprimés               | Exprimés            | 22 245       | 99,17        | 23 863      | 98,74       |  |
| Source : Data.gouv.fr et Sud-Ouest du 17 juin 1981, p. 3 |                        |                     |              |              |             |             |  |

#### Dixième circonscription
| Candidat                                                 | Candidat              | Parti                | Premier tour | Premier tour | Second tour | Second tour |  |
| Candidat                                                 | Candidat              | Parti                | Voix         | %            | Voix        | %           |  |
| -------------------------------------------------------- | --------------------- | -------------------- | ------------ | ------------ | ----------- | ----------- |  |
|                                                          | Claude Martin sortant | RPR (UNM)            | 13 532       | 43,07        | 15 827      | 47,39       |  |
|                                                          | Ghislaine Toutain élu | PS                   | 11 643       | 37,06        | 17 573      | 52,61       |  |
|                                                          | Jacques Chambaz       | PCF                  | 4 186        | 13,32        |             |             |  |
|                                                          | Joël Broquet          | MÉP                  | 554          | 1,76         |             |             |  |
|                                                          | Jean-Paul Le Fèvre    | PSU                  | 439          | 1,40         |             |             |  |
|                                                          | Michel-Yves Glévarec  | Divers écologiste    | 279          | 0,89         |             |             |  |
|                                                          | Jean-Marc Petiot      | Extrême droite (PFN) | 278          | 0,88         |             |             |  |
|                                                          | Annie Souchon         | Extrême gauche (LO)  | 257          | 0,82         |             |             |  |
|                                                          | Danielle Marty        | Divers droite (MDD)  | 234          | 0,74         |             |             |  |
|                                                          | Jean-Hugues Silberman | Extrême gauche (CCA) | 15           | 0,05         |             |             |  |
|                                                          | Renée Bossebœuf       | Divers               | 0            | 0,00         |             |             |  |
|                                                          |                       |                      |              |              |             |             |  |
| Inscrits                                                 | Inscrits              | Inscrits             | 46 523       | 100,00       | 46 523      | 100,00      |  |
| Abstentions                                              | Abstentions           | Abstentions          | 14 810       | 31,83        | 12 669      | 27,23       |  |
| Votants                                                  | Votants               | Votants              | 31 713       | 68,17        | 33 854      | 72,77       |  |
| Blancs et nuls                                           | Blancs et nuls        | Blancs et nuls       | 296          | 0,93         | 454         | 1,34        |  |
| Exprimés                                                 | Exprimés              | Exprimés             | 31 417       | 99,07        | 33 400      | 98,66       |  |
| Source : Data.gouv.fr et Sud-Ouest du 17 juin 1981, p. 3 |                       |                      |              |              |             |             |  |

#### Onzième circonscription
| Candidat       | Candidat                  | Parti               | Premier tour | Premier tour | Second tour | Second tour |  |
| Candidat       | Candidat                  | Parti               | Voix         | %            | Voix        | %           |  |
| -------------- | ------------------------- | ------------------- | ------------ | ------------ | ----------- | ----------- |  |
|                | Paul Pernin sortant réélu | UDF (CDS)           | 15 901       | 48,67        | 18 643      | 53,57       |  |
|                | Marcel Richard            | PS                  | 11 562       | 35,39        | 16 161      | 46,43       |  |
|                | Irène Henry               | PCF                 | 2 585        | 7,91         |             |             |  |
|                | Bernard Ravenel           | PSU                 | 828          | 2,53         |             |             |  |
|                | Jean Aillaud              | Divers droite (RDC) | 624          | 1,91         |             |             |  |
|                | Louis Rivet               | Divers droite       | 600          | 1,83         |             |             |  |
|                | Franck Charasson          | Divers droite       | 333          | 1,02         |             |             |  |
|                | Bernard Bertry            | Divers droite       | 238          | 0,73         |             |             |  |
|                |                           |                     |              |              |             |             |  |
| Inscrits       | Inscrits                  | Inscrits            | 47 386       | 100,00       | 47 386      | 100,00      |  |
| Abstentions    | Abstentions               | Abstentions         | 14 368       | 30,32        | 12 168      | 25,68       |  |
| Votants        | Votants                   | Votants             | 33 018       | 69,68        | 35 218      | 74,32       |  |
| Blancs et nuls | Blancs et nuls            | Blancs et nuls      | 347          | 1,05         | 414         | 1,18        |  |
| Exprimés       | Exprimés                  | Exprimés            | 32 671       | 98,95        | 34 804      | 98,82       |  |

#### Douzième circonscription
| Candidat                                           | Candidat                           | Parti          | Premier tour | Premier tour | Second tour | Second tour |  |
| Candidat                                           | Candidat                           | Parti          | Voix         | %            | Voix        | %           |  |
| -------------------------------------------------- | ---------------------------------- | -------------- | ------------ | ------------ | ----------- | ----------- |  |
|                                                    | Pierre de Bénouville sortant réélu | app. RPR (UNM) | 11 494       | 48,49        | 12 862      | 50,10       |  |
|                                                    | Stélio Farandjis                   | PS             | 9 228        | 38,93        | 12 808      | 49,89       |  |
|                                                    | Joseph Ben Kemoun                  | PCF            | 2 204        | 9,30         |             |             |  |
|                                                    | Jean-Claude Nogrette               | LO             | 394          | 1,66         |             |             |  |
|                                                    | Christian Tremblay                 | MDD            | 384          | 1,62         |             |             |  |
|                                                    | Rémi Dupuy                         | PFN            | 1            | 0,00         |             |             |  |
|                                                    | Claude Charrant                    | FN             | 0            | 0,00         |             |             |  |
|                                                    |                                    |                |              |              |             |             |  |
| Inscrits                                           | Inscrits                           | Inscrits       | 34 921       | 100,00       | 34 921      | 100,00      |  |
| Abstentions                                        | Abstentions                        | Abstentions    | 10 983       | 31,45        | 8 946       | 25,62       |  |
| Votants                                            | Votants                            | Votants        | 23 938       | 68,55        | 25 975      | 74,38       |  |
| Blancs et nuls                                     | Blancs et nuls                     | Blancs et nuls | 233          | 0,97         | 305         | 1,17        |  |
| Exprimés                                           | Exprimés                           | Exprimés       | 23 705       | 99,03        | 25 670      | 98,83       |  |
| Source : Data.gouv.fr et Sud-Ouest du 17 juin 1981 |                                    |                |              |              |             |             |  |

#### Treizième circonscription
| Candidat       | Candidat               | Parti               | Premier tour | Premier tour | Second tour | Second tour |  |
| Candidat       | Candidat               | Parti               | Voix         | %            | Voix        | %           |  |
| -------------- | ---------------------- | ------------------- | ------------ | ------------ | ----------- | ----------- |  |
|                | Nicole Questiaux élu   | PS                  | 10 897       | 36,39        | 18 410      | 61,98       |  |
|                | Gisèle Moreau sortante | PCF                 | 7 307        | 24,40        | Retrait     | Retrait     |  |
|                | Daniel Méraud          | RPR (UNM)           | 6 579        | 21,97        | 11 291      | 38,02       |  |
|                | Patrick Jonville       | UDF (PR)            | 3 260        | 10,89        |             |             |  |
|                | Henri Morel-Maroger    | MÉP                 | 530          | 1,77         |             |             |  |
|                | Viviane Cartairade     | PSU                 | 420          | 1,40         |             |             |  |
|                | Jean-Claude Savary     | Divers écologiste   | 406          | 1,35         |             |             |  |
|                | Christine Egasse       | LO                  | 285          | 0,95         |             |             |  |
|                | Michel Momont          | Divers droite (RDC) | 217          | 0,72         |             |             |  |
|                | Henri Enu              | Divers droite       | 40           | 0,13         |             |             |  |
|                |                        |                     |              |              |             |             |  |
| Inscrits       | Inscrits               | Inscrits            | 44 688       | 100,00       | 44 688      | 100,00      |  |
| Abstentions    | Abstentions            | Abstentions         | 14 499       | 32,44        | 14 284      | 31,96       |  |
| Votants        | Votants                | Votants             | 30 189       | 67,56        | 30 404      | 68,04       |  |
| Blancs et nuls | Blancs et nuls         | Blancs et nuls      | 248          | 0,82         | 703         | 2,31        |  |
| Exprimés       | Exprimés               | Exprimés            | 29 941       | 99,18        | 29 701      | 97,69       |  |

#### Quatorzième circonscription
| Candidat       | Candidat                   | Parti          | Premier tour | Premier tour | Second tour | Second tour |  |
| Candidat       | Candidat                   | Parti          | Voix         | %            | Voix        | %           |  |
| -------------- | -------------------------- | -------------- | ------------ | ------------ | ----------- | ----------- |  |
|                | Paul Quilès sortant réélu  | PS             | 14 035       | 41,45        | 20 304      | 58,49       |  |
|                | François Ferrus            | RPR (UNM)      | 8 088        | 23,89        | 14 411      | 41,51       |  |
|                | Andrée Delbos              | PCF            | 4 165        | 12,31        |             |             |  |
|                | Roland Laskar              | UDF (Rad)      | 2 830        | 8,36         |             |             |  |
|                | René Dubail                | diss. UDF      | 2 380        | 7,03         |             |             |  |
|                | Pierre-Alain Brossault     | MÉP            | 1 095        | 3,23         |             |             |  |
|                | Jean-Jacques Boislaroussie | PSU            | 731          | 2,16         |             |             |  |
|                | Paule Lauron               | LO             | 301          | 0,89         |             |             |  |
|                | Emmanuel Tremblay          | Divers         | 228          | 0,67         |             |             |  |
|                |                            |                |              |              |             |             |  |
| Inscrits       | Inscrits                   | Inscrits       | 50 359       | 100,00       | 50 359      | 100,00      |  |
| Abstentions    | Abstentions                | Abstentions    | 16 206       | 32,18        | 15 044      | 29,87       |  |
| Votants        | Votants                    | Votants        | 34 153       | 67,82        | 35 315      | 70,13       |  |
| Blancs et nuls | Blancs et nuls             | Blancs et nuls | 300          | 0,88         | 600         | 1,7         |  |
| Exprimés       | Exprimés                   | Exprimés       | 33 853       | 99,12        | 34 715      | 98,3        |  |

#### Quinzième  circonscription
|                                                                  | Yves Lancien sortant réélu | RPR (UNM)            | 17 228 | 53,18  |  |  |  |
|                                                                  | Jacques Thibau             | FRP (PS)             | 10 486 | 32,37  |  |  |  |
|                                                                  | Maurice Lassalle           | PCF                  | 2 633  | 8,13   |  |  |  |
|                                                                  | Jacques Arnol              | PSU                  | 1 617  | 4,99   |  |  |  |
|                                                                  | Jean Mignot                | FN                   | 419    | 1,30   |  |  |  |
|                                                                  | Alain Parran               | Extrême gauche (CCA) | 3      | 0,01   |  |  |  |
|                                                                  | Patrice Mouilleseaux       | Extrême droite (PFN) | 1      | 0,00   |  |  |  |
|                                                                  |                            |                      |        |        |  |  |  |
| Inscrits                                                         | Inscrits                   | Inscrits             | 47 853 | 100,00 |  |  |  |
| Abstentions                                                      | Abstentions                | Abstentions          | 15 232 | 31,83  |  |  |  |
| Votants                                                          | Votants                    | Votants              | 32 621 | 68,17  |  |  |  |
| Blancs et nuls                                                   | Blancs et nuls             | Blancs et nuls       | 234    | 0,72   |  |  |  |
| Exprimés                                                         | Exprimés                   | Exprimés             | 32 387 | 99,28  |  |  |  |
| Source : Le Monde du 16 juin 1981, p. 9 et Sud-Ouest du 17, p. 3 |                            |                      |        |        |  |  |  |

#### Seizième circonscription
| Candidat                                                         | Candidat                     | Parti                | Premier tour | Premier tour | Second tour | Second tour |  |
| Candidat                                                         | Candidat                     | Parti                | Voix         | %            | Voix        | %           |  |
| ---------------------------------------------------------------- | ---------------------------- | -------------------- | ------------ | ------------ | ----------- | ----------- |  |
|                                                                  | Edwige Avice sortante réélue | PS                   | 10 061       | 41,72        | 14 078      | 54,77       |  |
|                                                                  | Christian de La Malène       | RPR (UNM)            | 9 726        | 40,34        | 11 622      | 45,22       |  |
|                                                                  | Rolande Perlican             | PCF                  | 2 664        | 11,05        |             |             |  |
|                                                                  | Francis Rubio                | UDF (MDSF)           | 1 081        | 4,48         |             |             |  |
|                                                                  | Marc Tondriaux               | PSU                  | 576          | 2,39         |             |             |  |
|                                                                  | Didier Coulais               | FN                   | 2            | 0,01         |             |             |  |
|                                                                  | Pascal Gannat                | Extrême droite (PFN) | 2            | 0,01         |             |             |  |
|                                                                  |                              |                      |              |              |             |             |  |
| Inscrits                                                         | Inscrits                     | Inscrits             | 37 562       | 100,00       | 37 562      | 100,00      |  |
| Abstentions                                                      | Abstentions                  | Abstentions          | 13 271       | 35,33        | 11 609      | 30,91       |  |
| Votants                                                          | Votants                      | Votants              | 24 291       | 64,67        | 25 953      | 69,09       |  |
| Blancs et nuls                                                   | Blancs et nuls               | Blancs et nuls       | 179          | 0,74         | 253         | 0,97        |  |
| Exprimés                                                         | Exprimés                     | Exprimés             | 24 112       | 99,26        | 25 700      | 99,03       |  |
| Source : Le Monde du 16 juin 1981, p. 9 et Sud-Ouest du 17, p. 3 |                              |                      |              |              |             |             |  |

#### Dix-septième circonscription
|                                                     | Jacques Marette sortant réélu | RPR (UNM)      | 19 512 | 53,07  |  |  |  |
|                                                     | Alain Hubert                  | PS             | 12 067 | 32,82  |  |  |  |
|                                                     | Roger Gauvrit                 | PCF            | 2 492  | 6,78   |  |  |  |
|                                                     | Laure Schneiter               | MÉP            | 1 533  | 4,17   |  |  |  |
|                                                     | Sylvie Rémy                   | PSU            | 608    | 1,65   |  |  |  |
|                                                     | Andrée Piquet                 | FN             | 549    | 1,49   |  |  |  |
|                                                     | Hubert Peuch                  | Divers         | 7      | 0,02   |  |  |  |
|                                                     |                               |                |        |        |  |  |  |
| Inscrits                                            | Inscrits                      | Inscrits       | 55 470 | 100,00 |  |  |  |
| Abstentions                                         | Abstentions                   | Abstentions    | 18 416 | 33,2   |  |  |  |
| Votants                                             | Votants                       | Votants        | 37 054 | 66,8   |  |  |  |
| Blancs et nuls                                      | Blancs et nuls                | Blancs et nuls | 286    | 0,77   |  |  |  |
| Exprimés                                            | Exprimés                      | Exprimés       | 36 768 | 99,23  |  |  |  |
| Source : CEVIPOF et Sud-Ouest du 17 juin 1981, p. 3 |                               |                |        |        |  |  |  |

#### Dix-huitième circonscription
|                  | Nicole de Hauteclocque sortante réélue | RPR (UNM)         | 14 679 | 58,57  |  |  |  |
|                  | Carmen Carmona                         | PS                | 7 301  | 29,13  |  |  |  |
|                  | Nicole Borvo                           | PCF               | 1 227  | 4,89   |  |  |  |
|                  | Bernard Mollet                         | Divers écologiste | 563    | 2,24   |  |  |  |
|                  | Rémi Laussac                           | FN                | 499    | 1,99   |  |  |  |
|                  | Martine Petit                          | PSU               | 428    | 1,71   |  |  |  |
|                  | Hervé Le Nestour                       | MÉP               | 364    | 1,45   |  |  |  |
|                  |                                        |                   |        |        |  |  |  |
| Inscrits         | Inscrits                               | Inscrits          | 37 490 | 100,00 |  |  |  |
| Abstentions      | Abstentions                            | Abstentions       | 12 204 | 32,55  |  |  |  |
| Votants          | Votants                                | Votants           | 25 286 | 67,45  |  |  |  |
| Blancs et nuls   | Blancs et nuls                         | Blancs et nuls    | 225    | 0,89   |  |  |  |
| Exprimés         | Exprimés                               | Exprimés          | 25 061 | 99,11  |  |  |  |
| Source : CEVIPOF |                                        |                   |        |        |  |  |  |

#### Dix-neuvième circonscription
| Candidat       | Candidat            | Parti                | Premier tour | Premier tour | Second tour | Second tour |  |
| Candidat       | Candidat            | Parti                | Voix         | %            | Voix        | %           |  |
| -------------- | ------------------- | -------------------- | ------------ | ------------ | ----------- | ----------- |  |
|                | Jacques Toubon élu  | RPR (UNM)            | 13 436       | 42,12        | 18 642      | 58,10       |  |
|                | André-Marie Rocque  | PS                   | 9 692        | 30,38        | 13 444      | 41,90       |  |
|                | Claude Roux sortant | diss. RPR            | 3 502        | 10,98        |             |             |  |
|                | Henri Derrien       | PCF                  | 2 112        | 6,62         |             |             |  |
|                | Paul Imbert         | MÉP                  | 952          | 2,98         |             |             |  |
|                | François Parion     | Divers droite        | 878          | 2,75         |             |             |  |
|                | Marie Relandeau     | PSU                  | 499          | 1,56         |             |             |  |
|                | Claude Jenouvrie    | MRG                  | 433          | 1,35         |             |             |  |
|                | L. Jugie            | FN                   | 277          | 0,87         |             |             |  |
|                | Christian Mouquet   | Extrême droite (PFN) | 115          | 0,36         |             |             |  |
|                |                     |                      |              |              |             |             |  |
| Inscrits       | Inscrits            | Inscrits             | 47 519       | 100,00       | 47 519      | 100,00      |  |
| Abstentions    | Abstentions         | Abstentions          | 15 428       | 32,47        | 14 980      | 31,52       |  |
| Votants        | Votants             | Votants              | 32 091       | 67,53        | 32 539      | 68,48       |  |
| Blancs et nuls | Blancs et nuls      | Blancs et nuls       | 195          | 0,61         | 453         | 1,39        |  |
| Exprimés       | Exprimés            | Exprimés             | 31 896       | 99,39        | 32 086      | 98,61       |  |

#### Vingtième circonscription
|                | Georges Mesmin sortant réélu | UDF (CDS)      | 29 904 | 74,44  |  |  |  |
|                | François Laguerre            | PS             | 7 678  | 19,11  |  |  |  |
|                | Yves de Coatgoureden         | FN             | 1 206  | 3,00   |  |  |  |
|                | Danielle Tartakowsky         | PCF            | 892    | 2,22   |  |  |  |
|                | Roland Muraz                 | Sans étiquette | 493    | 1,23   |  |  |  |
|                |                              |                |        |        |  |  |  |
| Inscrits       | Inscrits                     | Inscrits       | 58 952 | 100,00 |  |  |  |
| Abstentions    | Abstentions                  | Abstentions    | 18 474 | 31,34  |  |  |  |
| Votants        | Votants                      | Votants        | 40 478 | 68,66  |  |  |  |
| Blancs et nuls | Blancs et nuls               | Blancs et nuls | 305    | 0,75   |  |  |  |
| Exprimés       | Exprimés                     | Exprimés       | 40 173 | 99,25  |  |  |  |

#### Vingt-et-unième circonscription
|                | Gilbert Gantier sortant réélu | UDF (PR)             | 23 947 | 76,78  |  |  |  |
|                | Pierre Bezbakh                | PS                   | 4 393  | 14,08  |  |  |  |
|                | Luc Chastaing                 | Divers écologiste    | 785    | 2,52   |  |  |  |
|                | Hervé de Blignières           | FN                   | 724    | 2,32   |  |  |  |
|                | Henri Le Men                  | PCF                  | 548    | 1,76   |  |  |  |
|                | Jean-Claude Jacquard          | Extrême droite (PFN) | 487    | 1,56   |  |  |  |
|                | Maurice Münch                 | Divers droite        | 303    | 0,97   |  |  |  |
|                |                               |                      |        |        |  |  |  |
| Inscrits       | Inscrits                      | Inscrits             | 45 779 | 100,00 |  |  |  |
| Abstentions    | Abstentions                   | Abstentions          | 14 412 | 31,48  |  |  |  |
| Votants        | Votants                       | Votants              | 31 367 | 68,52  |  |  |  |
| Blancs et nuls | Blancs et nuls                | Blancs et nuls       | 180    | 0,57   |  |  |  |
| Exprimés       | Exprimés                      | Exprimés             | 31 187 | 99,43  |  |  |  |

#### Vingt-deuxième circonscription
|                | Bernard Pons élu         | RPR (UNM)      | 12 150 | 52,94  |  |  |  |
|                | Jean-Luc Gonneau         | PS             | 4 730  | 21,19  |  |  |  |
|                | Henry Estingoy           | Divers droite  | 3 984  | 17,85  |  |  |  |
|                | Jean-Marie Le Pen        | FN             | 978    | 4,38   |  |  |  |
|                | Jacqueline Lapouméroulie | PCF            | 488    | 2,14   |  |  |  |
|                |                          |                |        |        |  |  |  |
| Inscrits       | Inscrits                 | Inscrits       | 32 811 | 100,00 |  |  |  |
| Abstentions    | Abstentions              | Abstentions    | 10 288 | 31,36  |  |  |  |
| Votants        | Votants                  | Votants        | 22 523 | 68,64  |  |  |  |
| Blancs et nuls | Blancs et nuls           | Blancs et nuls | 193    | 0,86   |  |  |  |
| Exprimés       | Exprimés                 | Exprimés       | 22 330 | 99,14  |  |  |  |

#### Vingt-troisième circonscription
|                | Jean de Préaumont sortant réélu | RPR (UNM)      | 14 565 | 56,90  |  |  |  |
|                | Hélyette Zéboulon               | PS             | 6 443  | 25,17  |  |  |  |
|                | Jean-Marie Benoist              | Divers droite  | 2 109  | 8,24   |  |  |  |
|                | José Espinosa                   | PCF            | 1 130  | 4,41   |  |  |  |
|                | Philippe Destombes              | MÉP            | 805    | 3,14   |  |  |  |
|                | Jean-François Galvaire          | FN             | 547    | 2,14   |  |  |  |
|                |                                 |                |        |        |  |  |  |
| Inscrits       | Inscrits                        | Inscrits       | 37 897 | 100,00 |  |  |  |
| Abstentions    | Abstentions                     | Abstentions    | 12 143 | 32,04  |  |  |  |
| Votants        | Votants                         | Votants        | 25 754 | 67,96  |  |  |  |
| Blancs et nuls | Blancs et nuls                  | Blancs et nuls | 155    | 0,6    |  |  |  |
| Exprimés       | Exprimés                        | Exprimés       | 25 599 | 99,4   |  |  |  |

#### Vingt-quatrième circonscription
| Candidat       | Candidat                        | Parti             | Premier tour | Premier tour | Second tour | Second tour |  |
| Candidat       | Candidat                        | Parti             | Voix         | %            | Voix        | %           |  |
| -------------- | ------------------------------- | ----------------- | ------------ | ------------ | ----------- | ----------- |  |
|                | Hélène Missoffe sortante réélue | RPR (UNM)         | 9 908        | 48,33        | 11 383      | 52,45       |  |
|                | Colette Kahn                    | PS                | 7 012        | 34,20        | 10 321      | 47,55       |  |
|                | Jean-Louis Faure                | PCF               | 2 074        | 10,11        |             |             |  |
|                | Serge Balassi                   | FN                | 495          | 2,41         |             |             |  |
|                | Ir. Bellenger                   | Divers écologiste | 492          | 2,40         |             |             |  |
|                | Christian Norgé                 | PSU               | 311          | 1,51         |             |             |  |
|                | Annick Cottereau                | LO                | 209          | 1,02         |             |             |  |
|                |                                 |                   |              |              |             |             |  |
| Inscrits       | Inscrits                        | Inscrits          | 32 218       | 100,00       | 32 218      | 100,00      |  |
| Abstentions    | Abstentions                     | Abstentions       | 11 555       | 35,87        | 10 276      | 31,9        |  |
| Votants        | Votants                         | Votants           | 20 663       | 64,13        | 21 942      | 68,1        |  |
| Blancs et nuls | Blancs et nuls                  | Blancs et nuls    | 162          | 0,78         | 238         | 1,08        |  |
| Exprimés       | Exprimés                        | Exprimés          | 20 501       | 99,22        | 21 704      | 98,92       |  |

#### Vingt-cinquième circonscription
| Candidat                                                                         | Candidat                        | Parti          | Premier tour | Premier tour | Second tour | Second tour |  |
| Candidat                                                                         | Candidat                        | Parti          | Voix         | %            | Voix        | %           |  |
| -------------------------------------------------------------------------------- | ------------------------------- | -------------- | ------------ | ------------ | ----------- | ----------- |  |
|                                                                                  | Roger Chinaud sortant           | UDF (PR)       | 13 165       | 45,85        | 15 338      | 49,29       |  |
|                                                                                  | Claude Estier élu               | PS             | 10 910       | 38,00        | 15 781      | 50,71       |  |
|                                                                                  | Andrée Lefrère                  | PCF            | 2 513        | 8,75         |             |             |  |
|                                                                                  | Nicole Chan                     | MÉP            | 596          | 2,07         |             |             |  |
|                                                                                  | Dominique Chaboche              | FN             | 388          | 1,35         |             |             |  |
|                                                                                  | Jean-Gabriel Revault d'Allonnes | Divers droite  | 373          | 1,30         |             |             |  |
|                                                                                  | Josette Sénécot                 | PSU            | 365          | 1,27         |             |             |  |
|                                                                                  | René Thomas                     | Divers gauche  | 281          | 0,98         |             |             |  |
|                                                                                  | Marguerite Guillieu             | CCA            | 119          | 0,41         |             |             |  |
|                                                                                  |                                 |                |              |              |             |             |  |
| Inscrits                                                                         | Inscrits                        | Inscrits       | 44 469       | 100,00       | 44 469      | 100,00      |  |
| Abstentions                                                                      | Abstentions                     | Abstentions    | 15 500       | 34,86        | 12 989      | 29,21       |  |
| Votants                                                                          | Votants                         | Votants        | 28 969       | 65,14        | 31 480      | 70,79       |  |
| Blancs et nuls                                                                   | Blancs et nuls                  | Blancs et nuls | 259          | 0,89         | 361         | 1,15        |  |
| Exprimés                                                                         | Exprimés                        | Exprimés       | 28 710       | 99,11        | 31 119      | 98,85       |  |
| Source : CDSP, Le Monde du 16 juin 1981, p. 9 et Sud-Ouest du 17 juin 1981, p. 3 |                                 |                |              |              |             |             |  |

#### Vingt-sixième circonscription
| Candidat       | Candidat             | Parti          | Premier tour | Premier tour | Second tour | Second tour |  |
| Candidat       | Candidat             | Parti          | Voix         | %            | Voix        | %           |  |
| -------------- | -------------------- | -------------- | ------------ | ------------ | ----------- | ----------- |  |
|                | Bertrand Delanoë élu | PS             | 7 589        | 35,51        | 11 772      | 53,55       |  |
|                | Joël Le Tac sortant  | RPR            | 4 515        | 21,12        | 10 210      | 46,45       |  |
|                | Yves Verwaerde       | UDF (PR)       | 4 468        | 20,91        | Retrait     | Retrait     |  |
|                | Noëlle Guilbon       | PCF            | 2 064        | 9,66         |             |             |  |
|                | Joël Boeuf           | Divers droite  | 724          | 3,39         |             |             |  |
|                | Gabriel Amoros       | diss. RPR      | 620          | 2,90         |             |             |  |
|                | Yves Guéné           | MÉP            | 532          | 2,49         |             |             |  |
|                | Charles Cimerman     | PSU            | 332          | 1,55         |             |             |  |
|                | Pierre Brifaut       | FN             | 328          | 1,53         |             |             |  |
|                | Jean-Marie Benito    | LO             | 198          | 0,92         |             |             |  |
|                | Danielle Brisson     | PFN            | 1            | 0,00         |             |             |  |
|                |                      |                |              |              |             |             |  |
| Inscrits       | Inscrits             | Inscrits       | 34 376       | 100,00       | 34 376      | 100,00      |  |
| Abstentions    | Abstentions          | Abstentions    | 12 752       | 37,1         | 11 575      | 33,67       |  |
| Votants        | Votants              | Votants        | 21 624       | 62,9         | 22 801      | 66,33       |  |
| Blancs et nuls | Blancs et nuls       | Blancs et nuls | 253          | 1,17         | 819         | 3,59        |  |
| Exprimés       | Exprimés             | Exprimés       | 21 371       | 98,83        | 21 982      | 96,41       |  |

#### Vingt-septième circonscription
| Candidat                                    | Candidat                         | Parti             | Premier tour | Premier tour | Second tour | Second tour |  |
| Candidat                                    | Candidat                         | Parti             | Voix         | %            | Voix        | %           |  |
| ------------------------------------------- | -------------------------------- | ----------------- | ------------ | ------------ | ----------- | ----------- |  |
|                                             | Lionel Jospin élu                | PS                | 8 424        | 39,60        | 12 284      | 54,64       |  |
|                                             | Jean-Pierre Pierre-Bloch sortant | UDF (PSD)         | 8 303        | 39,03        | 10 196      | 45,36       |  |
|                                             | Louis Baillot                    | PCF               | 2 970        | 13,96        |             |             |  |
|                                             | Guy Pluvinage                    | PFN               | 476          | 2,24         |             |             |  |
|                                             | Jean-Dominique Simonpoli         | Divers écologiste | 445          | 2,09         |             |             |  |
|                                             | Liliane Mallière                 | FN                | 204          | 0,96         |             |             |  |
|                                             | Patrick Marlier                  | Divers gauche     | 176          | 0,82         |             |             |  |
|                                             | Danielle Czalczynski             | LCR               | 148          | 0,69         |             |             |  |
|                                             | Christine Gansoinat              | LO                | 124          | 0,58         |             |             |  |
|                                             |                                  |                   |              |              |             |             |  |
| Inscrits                                    | Inscrits                         | Inscrits          | 33 853       | 100,00       | 33 853      | 100,00      |  |
| Abstentions                                 | Abstentions                      | Abstentions       | 12 377       | 36,56        | 10 987      | 32,46       |  |
| Votants                                     | Votants                          | Votants           | 21 476       | 63,44        | 22 866      | 67,54       |  |
| Blancs et nuls                              | Blancs et nuls                   | Blancs et nuls    | 206          | 0,96         | 386         | 1,69        |  |
| Exprimés                                    | Exprimés                         | Exprimés          | 21 270       | 99,04        | 22 480      | 98,31       |  |
| Source : Sud-Ouest du 17 juin 1981, page 3. |                                  |                   |              |              |             |             |  |

#### Vingt-huitième circonscription
| Candidat       | Candidat              | Parti                | Premier tour | Premier tour | Second tour | Second tour |  |
| Candidat       | Candidat              | Parti                | Voix         | %            | Voix        | %           |  |
| -------------- | --------------------- | -------------------- | ------------ | ------------ | ----------- | ----------- |  |
|                | Jacques Féron sortant | CNIP (UNM)           | 9 897        | 39,13        | 11 635      | 44,09       |  |
|                | Manuel Escutia élu    | PS                   | 8 794        | 34,77        | 14 751      | 55,90       |  |
|                | Jean Diard            | PCF                  | 3 651        | 14,43        |             |             |  |
|                | Pierre Mattei         | MRG                  | 1 235        | 4,88         |             |             |  |
|                | Gérard Andrieux       | PSU                  | 673          | 2,66         |             |             |  |
|                | Jean-Claude Guyonnet  | Divers écologiste    | 552          | 2,18         |             |             |  |
|                | Marina Podgorny       | LO                   | 223          | 0,88         |             |             |  |
|                | Alexandre Boviatsis   | diss. PCF            | 138          | 0,54         |             |             |  |
|                | Colette Portmann      | Extrême gauche (CCA) | 131          | 0,52         |             |             |  |
|                |                       |                      |              |              |             |             |  |
| Inscrits       | Inscrits              | Inscrits             | 37 984       | 100,00       | 37 975      | 100,00      |  |
| Abstentions    | Abstentions           | Abstentions          | 12 465       | 32,82        | 11 130      | 29,31       |  |
| Votants        | Votants               | Votants              | 25 519       | 67,18        | 26 845      | 70,69       |  |
| Blancs et nuls | Blancs et nuls        | Blancs et nuls       | 225          | 0,88         | 459         | 1,71        |  |
| Exprimés       | Exprimés              | Exprimés             | 25 294       | 99,12        | 26 386      | 98,29       |  |

#### Vingt-neuvième circonscription
| Candidat       | Candidat                 | Parti             | Premier tour | Premier tour | Second tour | Second tour |  |
| Candidat       | Candidat                 | Parti             | Voix         | %            | Voix        | %           |  |
| -------------- | ------------------------ | ----------------- | ------------ | ------------ | ----------- | ----------- |  |
|                | Alain Billon élu         | PS                | 9 507        | 34,49        | 16 487      | 58,23       |  |
|                | Nicole Chouraqui         | RPR (UNM)         | 6 526        | 23,67        | 11 825      | 41,77       |  |
|                | Paul Laurent sortant     | PCF               | 6 220        | 22,56        | Retrait     | Retrait     |  |
|                | Jean-Charles de Vincenti | UDF (CDS)         | 3 858        | 13,99        |             |             |  |
|                | Michelle Moureau         | Divers écologiste | 676          | 2,45         |             |             |  |
|                | Bertrand Jullien         | PSU               | 492          | 1,78         |             |             |  |
|                | Martine Grandin          | LO                | 282          | 1,02         |             |             |  |
|                | Marie-France Stirbois    | FN                | 4            | 0,01         |             |             |  |
|                |                          |                   |              |              |             |             |  |
| Inscrits       | Inscrits                 | Inscrits          | 41 311       | 100,00       | 41 312      | 100,00      |  |
| Abstentions    | Abstentions              | Abstentions       | 13 668       | 33,09        | 12 368      | 29,94       |  |
| Votants        | Votants                  | Votants           | 27 643       | 66,91        | 28 944      | 70,06       |  |
| Blancs et nuls | Blancs et nuls           | Blancs et nuls    | 78           | 0,28         | 632         | 2,18        |  |
| Exprimés       | Exprimés                 | Exprimés          | 27 565       | 99,72        | 28 312      | 97,82       |  |

#### Trentième circonscription
| Candidat       | Candidat               | Parti          | Premier tour | Premier tour | Second tour | Second tour |  |
| Candidat       | Candidat               | Parti          | Voix         | %            | Voix        | %           |  |
| -------------- | ---------------------- | -------------- | ------------ | ------------ | ----------- | ----------- |  |
|                | Didier Bariani sortant | UDF (Rad)      | 10 184       | 38,64        | 12 534      | 45,64       |  |
|                | Michel Charzat élu     | PS             | 9 290        | 35,25        | 14 929      | 54,36       |  |
|                | Daniel Dalbéra         | PCF            | 4 061        | 15,41        |             |             |  |
|                | Angéla Loyer           | MÉP            | 862          | 3,27         |             |             |  |
|                | Philippe Vermot        | FN             | 844          | 3,20         |             |             |  |
|                | Guy Philippon          | PSU            | 448          | 1,70         |             |             |  |
|                | Sophie-Laurence Roy    | Divers droite  | 440          | 1,67         |             |             |  |
|                | Amanda Helleu          | LO             | 223          | 0,84         |             |             |  |
|                |                        |                |              |              |             |             |  |
| Inscrits       | Inscrits               | Inscrits       | 40 170       | 100,00       | 40 170      | 100,00      |  |
| Abstentions    | Abstentions            | Abstentions    | 13 493       | 33,59        | 12 093      | 30,1        |  |
| Votants        | Votants                | Votants        | 26 677       | 66,41        | 28 077      | 69,9        |  |
| Blancs et nuls | Blancs et nuls         | Blancs et nuls | 325          | 1,22         | 614         | 2,19        |  |
| Exprimés       | Exprimés               | Exprimés       | 26 352       | 98,78        | 27 463      | 97,81       |  |

#### Trente-et-unième circonscription
| Candidat                                    | Candidat                | Parti                | Premier tour | Premier tour | Second tour | Second tour |  |
| Candidat                                    | Candidat                | Parti                | Voix         | %            | Voix        | %           |  |
| ------------------------------------------- | ----------------------- | -------------------- | ------------ | ------------ | ----------- | ----------- |  |
|                                             | Jean-Paul Planchou élu  | PS                   | 12 839       | 37,53        | 20 624      | 58,38       |  |
|                                             | Pierre-Marie Guastavino | RPR (UNM)            | 9 090        | 26,57        | 14 702      | 41,62       |  |
|                                             | Lucien Villa sortant    | PCF                  | 6 210        | 18,15        | Retrait     | Retrait     |  |
|                                             | Michel Elbel            | UDF (CDS)            | 4 433        | 12,96        |             |             |  |
|                                             | Jean-Claude Laffargue   | Divers gauche (MGI)  | 677          | 1,98         |             |             |  |
|                                             | Christine Girier        | PSU                  | 591          | 1,73         |             |             |  |
|                                             | Annick Marsault         | LO                   | 315          | 0,92         |             |             |  |
|                                             | Christian Delair        | Extrême gauche       | 56           | 0,16         |             |             |  |
|                                             | Max Lebreton            | Extrême gauche (CCA) | 1            | 0,00         |             |             |  |
|                                             | Olivier Grimaldi        | Extrême droite (PFN) | 1            | 0,00         |             |             |  |
|                                             |                         |                      |              |              |             |             |  |
| Inscrits                                    | Inscrits                | Inscrits             | 52 404       | 100,00       | 52 404      | 100,00      |  |
| Abstentions                                 | Abstentions             | Abstentions          | 17 802       | 33,97        | 16 438      | 31,37       |  |
| Votants                                     | Votants                 | Votants              | 34 602       | 66,03        | 35 966      | 68,63       |  |
| Blancs et nuls                              | Blancs et nuls          | Blancs et nuls       | 389          | 1,12         | 640         | 1,78        |  |
| Exprimés                                    | Exprimés                | Exprimés             | 34 213       | 98,88        | 35 326      | 98,22       |  |
| Source : Sud-Ouest du 17 juin 1981, page 3. |                         |                      |              |              |             |             |  |